# Leipzig-Mölkau järnvägsstation

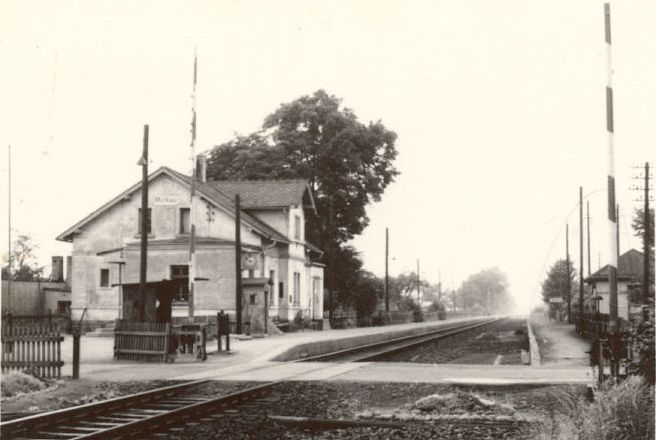
Stationen 1948.

Leipzig-Mölkau är en järnvägsstation i Leipzig, Tyskland. Stationen ligger på linjen Leipzig–Geithain och trafikeras av regionaltåg. 